# Bandera de Navia
La bandera de Navia (Asturias) es rectangular. Su único color es el blanco, con el escudo del concejo centrado.
- Datos: Q5718687